# Dinamarca en los Juegos Paralímpicos de Pyeongchang 2018
Dinamarca estuvo representada en los Juegos Paralímpicos de Pyeongchang 2018 por un deportista masculino. El equipo paralímpico danés no obtuvo ninguna medalla en estos Juegos.